# Division IA du Championnat du monde féminin de hockey sur glace 2019
Navigation
Division IA 2018 Division IA 2020
Le tournoi de la Division IA du Championnat du monde féminin de hockey sur glace 2019 se déroule à Budapest en Hongrie du 7 au 13 avril 2019.

## Format de la compétition
Le Championnat du monde féminin de hockey sur glace est un ensemble de plusieurs tournois regroupant les nations en fonction de leur niveau. Les meilleures équipes disputent le titre dans la Division Élite.
Les 10 équipes de la Division Élite sont réparties en deux groupes de 5 : les mieux classées dans le groupe A et les autres dans le groupe B. Chaque groupe est disputé sous la forme d'un championnat à matches simples. Les 5 équipes du groupe A sont qualifiés d'office pour les quarts de finale, de même que les 3 premiers du groupe B. Les 2 derniers du groupe B sont relégués en division inférieure lors de l'édition 2020. 
Pour les autres divisions qui comptent 6 équipes (sauf le groupe de Qualification pour la Division IIB qui en compte 5), les équipes s’affrontent entre elles et, à l'issue de cette compétition, le premier est promu dans la division supérieure et le dernier est relégué dans la division inférieure.
Lors des phases de poule, les points sont attribués ainsi :
- 3 points pour une victoire dans le temps réglementaire ;
- 2 points pour une victoire en prolongation ou aux tirs de fusillade ;
- 1 point pour une défaite en prolongation ou aux tirs de fusillade ;
- 0 point pour une défaite dans le temps réglementaire.

## Officiels
La fédération internationale de hockey sur glace a sélectionné 4 arbitres et 7 juges de lignes pour cette compétition.
| Arbitres                                                                      | Juges de ligne |
| ----------------------------------------------------------------------------- | --- |
| - Drahomira Fialova - Meghan MacTavish - Marie Picavet - Johanna Tauriainen   | \| - Magdaléna Čerhitová - Marine Dinant - Vitaliya Khamitsevich - Beth Bowshall \| - Adrienn Paulheim - Sara Strong - Kamila Smetková \| |
| - Magdaléna Čerhitová - Marine Dinant - Vitaliya Khamitsevich - Beth Bowshall | - Adrienn Paulheim - Sara Strong - Kamila Smetková                                                                                        |

## Matches
| 7 avril | Slovaquie | 1-3 (0-2, 0-0, 1-1) | Danemark | Jégcentrum 165 spectateurs |

| Feuille de match | Feuille de match                | Feuille de match | Feuille de match                                                                                             | Feuille de match                                                         |
| ---------------- | ------------------------------- | ---------------- | --- | ------------------------------------------------------------------------ |
|                  | - Hlinková — 52 min 29 s (TP) - | 0-1 0-2 1-2 1-3  | Jakobsen — 8 min 41 s Jakobsen (Persson, Glud) — 13 min 32 s - N. Jensen (Frandsen, Glud) — 53 min 23 s (SN) | Arbitrage : Marie Picavet Juges de lignes : Marine Dinant et Sara Strong |
| Budajová         | Gardiens                        | L. Jensen        | | Arbitrage : Marie Picavet Juges de lignes : Marine Dinant et Sara Strong |
| 8 min            | Pénalités                       | 8 min            | | Arbitrage : Marie Picavet Juges de lignes : Marine Dinant et Sara Strong |
| 36               | Tirs                            | 29               | | Arbitrage : Marie Picavet Juges de lignes : Marine Dinant et Sara Strong |

| 7 avril | Norvège | 1-2 (0-0, 0-0, 1-2) | Hongrie | Jégcentrum 1 172 spectateurs |

| Feuille de match | Feuille de match                   | Feuille de match | Feuille de match                                                         | Feuille de match                                                                            |
| ---------------- | ---------------------------------- | ---------------- | ------------------------------------------------------------------------ | ------------------------------------------------------------------------------------------- |
|                  | - Kruse (Tendenes) — 45 min 56 s - | 0-1 1-1 1-2      | Nooren — 43 min 22 s (SN) - Gasparics (Kiss-Simon, Nooren) — 58 min 48 s | Arbitrage : Meghan MacTavish Juges de lignes : Magdaléna Čerhitová et Vitaliya Khamitsevich |
| Nystrøm          | Gardiens                           | A. Németh        |                                                                          | Arbitrage : Meghan MacTavish Juges de lignes : Magdaléna Čerhitová et Vitaliya Khamitsevich |
| 8 min            | Pénalités                          | 6 min            |                                                                          | Arbitrage : Meghan MacTavish Juges de lignes : Magdaléna Čerhitová et Vitaliya Khamitsevich |
| 24               | Tirs                               | 25               |                                                                          | Arbitrage : Meghan MacTavish Juges de lignes : Magdaléna Čerhitová et Vitaliya Khamitsevich |

| 7 avril | Italie | 1-4 (0-1, 1-3, 0-0) | Autriche | Jégcentrum 95 spectateurs |

| Feuille de match | Feuille de match                         | Feuille de match    | Feuille de match | Feuille de match                                                                  |
| ---------------- | ---------------------------------------- | ------------------- | --- | --------------------------------------------------------------------------------- |
|                  | - Stocker (Mattivi) — 28 min 30 s (SN) - | 0-1 0-2 0-3 1-3 1-4 | Väärälä (Hanser, Fazokas) — 3 min 2 s (SN) Schafzahl (Altmann, Meixner) — 20 min 9 s (SN) Schafzahl (Hanser, Verworner) — 27 min 25 s - Wittich (Grascher) — 32 min 24 s | Arbitrage : Jhanna Tauriainen Juges de lignes : Beth Bowshall et Adrienn Paulheim |
| Ekrt             | Gardiens                                 | Mazzocchi           | | Arbitrage : Jhanna Tauriainen Juges de lignes : Beth Bowshall et Adrienn Paulheim |
| 22 min           | Pénalités                                | 8 min               | | Arbitrage : Jhanna Tauriainen Juges de lignes : Beth Bowshall et Adrienn Paulheim |
| 13               | Tirs                                     | 36                  | | Arbitrage : Jhanna Tauriainen Juges de lignes : Beth Bowshall et Adrienn Paulheim |

| 8 avril | Danemark | 6-1 (1-0, 3-1, 2-0) | Italie | Jégcentrum 65 spectateurs |

| Feuille de match | Feuille de match | Feuille de match            | Feuille de match           | Feuille de match                                                                       |
| ---------------- | --- | --------------------------- | -------------------------- | -------------------------------------------------------------------------------------- |
|                  | Glud (Frandsen, N. Jensen) — 13 min 33 s (SN) M. Hansen — 26 min 28 s Friis-Hansen (N. Jensen) — 28 min 36 s - Asperup (M. Hansen, Brix) — 34 min 5 s (SN) Persson (Thomsen) — 50 min 51 s Brix (M. Hansen) — 52 min 57 s (SN) | 1-0 2-0 3-0 3-1 4-1 5-1 6-1 | - Roccella — 32 min 31 s - | Arbitrage : Drahomira Fialova Juges de lignes : Magdaléna Čerhitová et Kamila Smetková |
| L. Jensen        | Gardiens | Mazzocchi                   |                            | Arbitrage : Drahomira Fialova Juges de lignes : Magdaléna Čerhitová et Kamila Smetková |
| 8 min            | Pénalités | 22 min                      |                            | Arbitrage : Drahomira Fialova Juges de lignes : Magdaléna Čerhitová et Kamila Smetková |
| 39               | Tirs | 14                          |                            | Arbitrage : Drahomira Fialova Juges de lignes : Magdaléna Čerhitová et Kamila Smetková |

| 8 avril | Hongrie | 1-2 (TB) (1-0, 0-0, 0-1, 0-0, 0-1) | Slovaquie | Jégcentrum 878 spectateurs |

| Feuille de match | Feuille de match                                | Feuille de match | Feuille de match                                           | Feuille de match                                                              |
| ---------------- | ----------------------------------------------- | ---------------- | ---------------------------------------------------------- | ----------------------------------------------------------------------------- |
|                  | Huszák (Kiss-Simon, Kreisz) — 4 min 52 s (SN) - | 1-0 1-1 1-2      | - Korenková (Čupková) — 45 min 58 s Hlinková — 65 min (TB) | Arbitrage : Johanna Tauriainen Juges de lignes : Marine Dinant et Sara Strong |
| A. Németh        | Gardiens                                        | Budajová         |                                                            | Arbitrage : Johanna Tauriainen Juges de lignes : Marine Dinant et Sara Strong |
| 16 min           | Pénalités                                       | 16 min           |                                                            | Arbitrage : Johanna Tauriainen Juges de lignes : Marine Dinant et Sara Strong |
| 35               | Tirs                                            | 42               |                                                            | Arbitrage : Johanna Tauriainen Juges de lignes : Marine Dinant et Sara Strong |

| 8 avril | Autriche | 4-5 (2-4, 4-1, 0-0) | Norvège | Jégcentrum 115 spectateurs |

| Feuille de match                      | Feuille de match | Feuille de match                    | Feuille de match | Feuille de match                                                                         |
| ------------------------------------- | --- | ----------------------------------- | --- | ---------------------------------------------------------------------------------------- |
|                                       | - Meixner (Altmann, Väärälä) — 13 min 33 s - Verworner (Hanser) — 19 min 22 s Altmann (Väärälä) — 20 min 36 s Schafzahl (Verworner) — 20 min 51 s - | 0-1 0-2 0-3 1-3 1-4 2-4 3-4 4-4 4-5 | Haug Hansen (Bialik, Dalen) — 3 min 5 s Sirum (Dalen, Haug Hansen) — 10 min 7 s (SN) Haug Hansen (Sirum, Morset) — 12 min 8 s - Dalen (Tendenes, Bialik) — 18 min 27 s - Bialik (Haug Hansen, Biseth Engmann) — 27 min 10 s | Arbitrage : Meghan MacTavish Juges de lignes : Vitaliya Khamitsevich et Adrienn Paulheim |
| Arnberger (20 min) Ekrt (37 min 18 s) | Gardiens | Nystrøm                             | | Arbitrage : Meghan MacTavish Juges de lignes : Vitaliya Khamitsevich et Adrienn Paulheim |
| 8 min                                 | Pénalités | 4 min                               | | Arbitrage : Meghan MacTavish Juges de lignes : Vitaliya Khamitsevich et Adrienn Paulheim |
| 28                                    | Tirs | 26                                  | | Arbitrage : Meghan MacTavish Juges de lignes : Vitaliya Khamitsevich et Adrienn Paulheim |

| 10 avril | Italie | 0-2 (0-1, 0-0, 0-1) | Norvège | Jégcentrum 72 spectateurs |

| Feuille de match | Feuille de match | Feuille de match | Feuille de match                                                                 | Feuille de match                                                             |
| ---------------- | ---------------- | ---------------- | -------------------------------------------------------------------------------- | ---------------------------------------------------------------------------- |
|                  | -                | 0-1 0-2          | Tendenes (Pedersen, Biseth) — 19 min 34 s Biseth (Kruse, Tendenes) — 46 min 25 s | Arbitrage : Marie Picavet Juges de lignes : Marine Dinant et Kamila Smetková |
| Mazzocchi        | Gardiens         | Nystrøm          |                                                                                  | Arbitrage : Marie Picavet Juges de lignes : Marine Dinant et Kamila Smetková |
| 12 min           | Pénalités        | 6 min            |                                                                                  | Arbitrage : Marie Picavet Juges de lignes : Marine Dinant et Kamila Smetková |
| 15               | Tirs             | 30               |                                                                                  | Arbitrage : Marie Picavet Juges de lignes : Marine Dinant et Kamila Smetková |

| 10 avril | Hongrie | 6-2 (0-2, 4-0, 2-0) | Danemark | Jégcentrum 1 054 spectateurs |

| Feuille de match | Feuille de match | Feuille de match                | Feuille de match                                               | Feuille de match                                                                     |
| ---------------- | --- | ------------------------------- | -------------------------------------------------------------- | ------------------------------------------------------------------------------------ |
|                  | - Nooren (Gasparics, B. Németh) — 26 min 58 s (SN) Gasparics — 30 min 41 s Gasparics (Nooren, Tóth) — 32 min 43 s Nooren (Gasparics) — 24 min 19 s HuszákGowie (Dabasi) — 46 min 42 s (SN) Dabasi — 57 min 1 s (CV) | 0-1 0-2 1-2 2-2 3-2 4-2 5-2 6-2 | Persson (Glud) — 9 min 57 s Persson (Jakobsen) — 13 min 28 s - | Arbitrage : Drahomira Fialova Juges de lignes : Beth Bowshall et Magdaléna Čerhitová |
| Nehring          | Gardiens | L. Jensen                       |                                                                | Arbitrage : Drahomira Fialova Juges de lignes : Beth Bowshall et Magdaléna Čerhitová |
| 6 min            | Pénalités | 14 min                          |                                                                | Arbitrage : Drahomira Fialova Juges de lignes : Beth Bowshall et Magdaléna Čerhitová |
| 33               | Tirs | 17                              |                                                                | Arbitrage : Drahomira Fialova Juges de lignes : Beth Bowshall et Magdaléna Čerhitová |

| 10 avril | Autriche | 3-2 (TB) (1-1, 0-0, 1-1, 0-0, 1-0) | Slovaquie | Jégcentrum 38 spectateurs |

| Feuille de match | Feuille de match                                                                                    | Feuille de match    | Feuille de match                                                                             | Feuille de match                                                               |
| ---------------- | --------------------------------------------------------------------------------------------------- | ------------------- | -------------------------------------------------------------------------------------------- | ------------------------------------------------------------------------------ |
|                  | - Grascher (Volgger) — 10 min 59 s - Altmann (Verworner, Matzka) — 45 min 47 s Hanser — 65 min (TB) | 0-1 1-1 1-2 2-2 3-2 | T. Ištocyová (Šulíková) — 6 min 32 s (SN) - Hlinková (Čupková, T. Ištocyová) — 43 min 25 s - | Arbitrage : Meghan MacTavish Juges de lignes : Adrienn Paulheim et Sara Strong |
| Ekrt             | Gardiens                                                                                            | Budajová            |                                                                                              | Arbitrage : Meghan MacTavish Juges de lignes : Adrienn Paulheim et Sara Strong |
| 4 min            | Pénalités                                                                                           | 8 min               |                                                                                              | Arbitrage : Meghan MacTavish Juges de lignes : Adrienn Paulheim et Sara Strong |
| 30               | Tirs                                                                                                | 24                  |                                                                                              | Arbitrage : Meghan MacTavish Juges de lignes : Adrienn Paulheim et Sara Strong |

| 12 avril | Norvège | 4-0 (2-0, 1-0, 1-0) | Slovaquie | Jégcentrum 195 spectateurs |

| Feuille de match | Feuille de match | Feuille de match                            | Feuille de match | Feuille de match                                                                   |
| ---------------- | --- | ------------------------------------------- | ---------------- | ---------------------------------------------------------------------------------- |
|                  | Haug Hansen (Sirum) — 3 min 13 s Strømstad (Bergesen, Sirum) — 16 min 55 s Sirum (Bialik, Haug Hansen) — 33 min 36 s (SN) Kruse (Haug Hansen) — 56 min 44 s (CV) | 1-0 2-0 3-0 4-0                             | -                | Arbitrage : Johanna Tauriainen Juges de lignes : Beth Bowshall et Adrienn Paulheim |
| Nystrøm          | Gardiens | Lettrichová (20 min) Budajová (38 min 37 s) |                  | Arbitrage : Johanna Tauriainen Juges de lignes : Beth Bowshall et Adrienn Paulheim |
| 10 min           | Pénalités | 10 min                                      |                  | Arbitrage : Johanna Tauriainen Juges de lignes : Beth Bowshall et Adrienn Paulheim |
| 21               | Tirs | 23                                          |                  | Arbitrage : Johanna Tauriainen Juges de lignes : Beth Bowshall et Adrienn Paulheim |

| 12 avril | Hongrie | 9-0 (3-0, 4-0, 2-0) | Italie | Jégcentrum 1 310 spectateurs |

| Feuille de match | Feuille de match | Feuille de match                            | Feuille de match | Feuille de match                                                                       |
| ---------------- | --- | ------------------------------------------- | ---------------- | -------------------------------------------------------------------------------------- |
|                  | Gasparics (Kiss-Simon) — 10 min 30 s (SN) Dabasi (Huszák) — 13 min 39 s Gasparics (Nooren, L. Pintér) — 16 min 30 s Nooren (B. Németh, Gasparics) — 21 min 3 s (SN) Nooren (Odnoga, L. Pintér) — 23 min 37 s (SN) Rónai (Gasparics, Nooren) — 31 min 17 s Horvath (Gasparics, L. Pintér) — 34 min 12 s (SN) Seregély (Kreisz) — 57 min 47 s (SN) Rónai (B. Németh, Odnoga) — 58 min 52 s (JS) | 1-0 2-0 3-0 4-0 5-0 6-0 7-0 8-0 9-0         | -                | Arbitrage : Drahomira Fialova Juges de lignes : Marine Dinant et Vitaliya Khamitsevich |
| A. Németh        | Gardiens | Mazzocchi (21 min 3 s) Biondi (38 min 57 s) |                  | Arbitrage : Drahomira Fialova Juges de lignes : Marine Dinant et Vitaliya Khamitsevich |
| 12 min           | Pénalités | 16 min                                      |                  | Arbitrage : Drahomira Fialova Juges de lignes : Marine Dinant et Vitaliya Khamitsevich |
| 42               | Tirs | 13                                          |                  | Arbitrage : Drahomira Fialova Juges de lignes : Marine Dinant et Vitaliya Khamitsevich |

| 12 avril | Danemark | 3-8 (1-4, 1-2, 1-2) | Autriche | Jégcentrum 137 spectateurs |

| Feuille de match                                     | Feuille de match | Feuille de match                            | Feuille de match | Feuille de match                                                           |
| ---------------------------------------------------- | --- | ------------------------------------------- | --- | -------------------------------------------------------------------------- |
|                                                      | - Frandsen (Glud, Jakobsen) — 19 min 38 s (2 SN) Jakobsen (Persson) — 20 min 19 s - Persson (Jakobsen, Frandsen) — 51 min 15 s (SN) - | 0-1 0-2 0-3 0-4 1-4 2-4 2-5 2-6 2-7 3-7 3-8 | Volgger (Hanser) — 3 min 30 s Altmann (Wittich) — 5 min 17 s Schafzahl (Wittich, Matzka) — 9 min 35 s (SN) Lopez (Volgger) — 12 min 23 s - Fazokas — 21 min 48 s Schafzahl (Altmann) — 35 min 29 s Meixner — 46 min 27 s (TP) - Matzka (Wittich, Altmann) — 51 min 44 s (SN) | Arbitrage : Marie Picavet Juges de lignes : Kamila Smetková et Sara Strong |
| L. Jensen (21 min 48 s) Repstock-Romme (38 min 12 s) | Gardiens | Ekrt                                        | | Arbitrage : Marie Picavet Juges de lignes : Kamila Smetková et Sara Strong |
| 10 min                                               | Pénalités | 8 min                                       | | Arbitrage : Marie Picavet Juges de lignes : Kamila Smetková et Sara Strong |
| 21                                                   | Tirs | 26                                          | | Arbitrage : Marie Picavet Juges de lignes : Kamila Smetková et Sara Strong |

| 13 avril | Slovaquie | 2-1 (1-0, 1-1, 0-0) | Italie | Jégcentrum 122 spectateurs |

| Feuille de match | Feuille de match                                                 | Feuille de match | Feuille de match                       | Feuille de match                                                                       |
| ---------------- | ---------------------------------------------------------------- | ---------------- | -------------------------------------- | -------------------------------------------------------------------------------------- |
|                  | Halušková (Košecká) — 4 min 10 s Klimešov (Halušková) — 26 min - | 1-0 2-0 2-1      | - Mattivi (Mistrotofolo) — 35 min 58 s | Arbitrage : Drahomira Fialova Juges de lignes : Beth Bowshall et Vitaliya Khamitsevich |
| Budajová         | Gardiens                                                         | Mazzocchi        |                                        | Arbitrage : Drahomira Fialova Juges de lignes : Beth Bowshall et Vitaliya Khamitsevich |
| 10 min           | Pénalités                                                        | 10 min           |                                        | Arbitrage : Drahomira Fialova Juges de lignes : Beth Bowshall et Vitaliya Khamitsevich |
| 36               | Tirs                                                             | 19               |                                        | Arbitrage : Drahomira Fialova Juges de lignes : Beth Bowshall et Vitaliya Khamitsevich |

| 13 avril | Danemark | 4-0 (1-0, 1-0, 2-0) | Norvège | Jégcentrum 165 spectateurs |

| Feuille de match | Feuille de match | Feuille de match | Feuille de match | Feuille de match                                                                |
| ---------------- | --- | ---------------- | ---------------- | ------------------------------------------------------------------------------- |
|                  | Jakobsen (N. Jensen, Asperup) — 9 min 52 s Jakobsen (Oksbjerg) — 32 min 11 s N. Jensen (Frandsen) — 50 min 11 s Glud (Persson) — 58 min 17 s (CV) | 1-0 2-0 3-0 4-0  | -                | Arbitrage : Meghan MacTavish Juges de lignes : Marine Dinant et Kamila Smetková |
| Repstock-Romme   | Gardiens | Nystrøm          |                  | Arbitrage : Meghan MacTavish Juges de lignes : Marine Dinant et Kamila Smetková |
| 8 min            | Pénalités | 6 min            |                  | Arbitrage : Meghan MacTavish Juges de lignes : Marine Dinant et Kamila Smetková |
| 28               | Tirs | 27               |                  | Arbitrage : Meghan MacTavish Juges de lignes : Marine Dinant et Kamila Smetková |

| 13 avril | Autriche | 1-2 (1-1, 0-0, 0-1) | Hongrie | Jégcentrum 1 944 spectateurs |

| Feuille de match | Feuille de match        | Feuille de match | Feuille de match                                                     | Feuille de match                                                               |
| ---------------- | ----------------------- | ---------------- | -------------------------------------------------------------------- | ------------------------------------------------------------------------------ |
|                  | - Meixner — 4 min 1 s - | 0-1 1-1 1-2      | Gasparics (Kreisz) — 21 s - B. Németh (Gasparics) — 48 min 46 s (SN) | Arbitrage : Marie Picavet Juges de lignes : Magdaléna Čerhitová et Sara Strong |
| Ekrt             | Gardiens                | A. Németh        |                                                                      | Arbitrage : Marie Picavet Juges de lignes : Magdaléna Čerhitová et Sara Strong |
| 16 min           | Pénalités               | 6 min            |                                                                      | Arbitrage : Marie Picavet Juges de lignes : Magdaléna Čerhitová et Sara Strong |
| 15               | Tirs                    | 33               |                                                                      | Arbitrage : Marie Picavet Juges de lignes : Magdaléna Čerhitová et Sara Strong |

## Classement
Pour les significations des abréviations, voir statistiques du hockey sur glace.
| Clt   | Équipe     | PJ | V | VP | D | DP | BP | BC | Diff | Pts |
| ----- | ---------- | -- | - | -- | - | -- | -- | -- | ---- | --- |
| +001, | Hongrie    | 5  | 4 | 0  | 0 | 1  | 20 | 6  | +14  | 13  |
| +002, | Danemark   | 5  | 3 | 0  | 2 | 0  | 18 | 16 | +2   | 9   |
| +003, | Norvège    | 5  | 3 | 0  | 2 | 0  | 12 | 10 | +2   | 9   |
| +004, | Autriche   | 5  | 2 | 1  | 2 | 0  | 20 | 13 | +7   | 8   |
| +005, | Slovaquie  | 5  | 1 | 1  | 2 | 1  | 7  | 12 | -5   | 6   |
| +006, | Italie (P) | 5  | 0 | 0  | 5 | 0  | 3  | 23 | -20  | 0   |

- Promu en Division Élite en 2020
- Relégué en Division IB en 2020

## Récompenses individuelles
Les 3 meilleures joueuses désignées par l'IIHF :
- Meilleure gardienne : Ena Nystrøm (Norvège)
- Meilleure défenseure : Charlotte Wittich (Autriche)
- Meilleure attaquante : Fanni Gasparics (Hongrie)

## Statistiques individuelles
Pour les significations des abréviations, voir statistiques du hockey sur glace.
| Clt | Joueuse             | Équipe   | PJ | B | A | Pts | Pun | +/- |
| --- | ------------------- | -------- | -- | - | - | --- | --- | --- |
| 1   | Fanni Gasparics     | Hongrie  | 5  | 6 | 6 | 12  | 2   | +5  |
| 2   | Averi Nooren        | Hongrie  | 5  | 5 | 4 | 9   | 0   | +5  |
| 3   | Josefine Jakobsen   | Danemark | 5  | 5 | 3 | 8   | 6   | +7  |
| 4   | Josefine Persson    | Danemark | 5  | 4 | 4 | 8   | 4   | +8  |
| 5   | Denise Altmann      | Autriche | 5  | 3 | 4 | 7   | 2   | +2  |
| 5   | Madelen Haug Hansen | Norvège  | 5  | 3 | 4 | 7   | 2   | +3  |
| 7   | Silke Glud          | Danemark | 5  | 2 | 4 | 6   | 2   | +9  |
| 8   | Theresa Schafzahl   | Autriche | 5  | 5 | 0 | 5   | 2   | +1  |
| 9   | Nicoline Jensen     | Danemark | 5  | 2 | 3 | 5   | 2   | +2  |
| 9   | Millie Sirum        | Norvège  | 5  | 2 | 3 | 5   | 2   | -2  |

| Clt | Joueuse          | Équipe    | PJ | Min          | BC | Moy  | %Arr  | Bl |
| --- | ---------------- | --------- | -- | ------------ | -- | ---- | ----- | -- |
| 1   | Aniko Németh     | Hongrie   | 4  | 245 min      | 3  | 0,73 | 96,77 | 1  |
| 2   | Jana Budajová    | Slovaquie | 5  | 288 min 1 s  | 8  | 1,67 | 93,60 | 0  |
| 3   | Ena Nystrøm      | Norvège   | 5  | 296 min 47 s | 9  | 1,82 | 92,37 | 2  |
| 4   | Jessica Ekrt     | Autriche  | 5  | 280 min 34 s | 9  | 1,92 | 91,51 | 0  |
| 5   | Giulia Mazzocchi | Italie    | 5  | 250 min 43 s | 18 | 4,31 | 88,46 | 0  |
| 6   | Lisa Jensen      | Danemark  | 4  | 199 min 9 s  | 12 | 3,62 | 86,96 | 0  |

Nota : seules sont classées les gardiennes ayant joué au minimum 40 % du temps de jeu de leur équipe.